# Heavy Pettin
Heavy Pettin (oft auch Heavy Pettin’ geschrieben) war eine schottische Hard-Rock- und New-Wave-of-British-Heavy-Metal-Band aus Glasgow, die 1981 gegründet wurde und sich 1988 auflöste.

## Geschichte
Die Band wurde in der ersten Hälfte des Jahres 1981 gegründet, nachdem sich die Band Weeper aufgelöst hatte. Die Gründungsmitglieder waren der Schlagzeuger Gary Moat, der Gitarrist Gordon Bonnar und der Bassist Brian Waugh. Kurze Zeit später wurde die Besetzung durch den Sänger Stevie Hayman und den Gitarristen Punky Mendoza ergänzt. Ihren Namen entlieh die Formation dem UFO-Album No Heavy Petting.
In den folgenden Monaten wurde ein erstes Demo aufgenommen, das die Lieder Love Times Love, Hell Is Beautiful und Speed Kills enthält. Da es nur wenige Bands in Schottland gab, die eine ähnliche Musik spielten, wurden vereinzelte Auftritte mit verschiedenen Punk- und Independent-Bands abgehalten wurde, ehe die Band eigene Auftritte als Headliner abhielt. Ihren ersten Auftritt hatte die Gruppe als Vorband für The Cuban Heels im Virgin Megastore in Glasgow abgehalten. Durch das Demo erreichte die Gruppe im Frühling 1982 einen Auftritt bei der Friday Rock Show, wofür die Lieder Love Times Love, Hell Is Beautiful, Roll the Dice und Shout It Out aufgenommen wurden. Die Ausstrahlung fand am 11. Juni 1982 statt. Daraufhin wurde Neat Records auf die Band aufmerksam, worüber im selben Jahr die Single Roll the Dice, mit Love Times Love als B-Seite, erschien. Die beiden Lieder wurde nochmal extra für den Tonträger aufgenommen.
Durch gute Verkaufszahlen wurde die Band von Polydor unter Vertrag genommen. Mit den Produzenten Reinhold Mack und Brian May begab sie sich in die Münchener Musicland Studios, um mit den Aufnahmen zum Debütalbum zu beginnen, das 1983 in Europa unter dem Namen Lettin Loose erschien. In Amerika wurde das Album 1984 veröffentlicht, erhielt eine andere Covergestaltung und wurde nach der Band benannt. Hiervon wurden die Lieder In and out of Love, Rock Me und Love Times Love als Singles ausgekoppelt. Bis 1985 hielt die Band Auftritte mit Saxon, Accept, Kiss, Ozzy Osbourne, Mötley Crüe, und AC/DC auf beiden Seiten des Atlantiks ab. Im Jahr 1983 war die Band zudem auf dem Reading Festival und 1984 in Paris auf dem Breaking Sound Festival zu sehen.
Von Oktober 1984 bis Mai 1985 im Londoner Red Bus Studio arbeitete die Band an ihrem zweiten Album, ehe es unter dem Namen Rock Ain’t Dead 1985 bei Polydor veröffentlicht wurde. Das Album war von Mark Dearnley und Jim Steinman produziert worden. Als Single wurde Sole Survivor ausgekoppelt. Das Lied unterschied sich von der Albumversion. Als B-Seite ist Crazy enthalten, die sonst nur auf der CD-Version des Albums zu hören ist. Im Sommer 1984 wurde ein Auftritt in London auf Video aufgenommen. Zudem wurde in der Folgezeit das Bootleg-Album Rock into Dead veröffentlicht, das am 14. September 1985 auf dem Metal Hammer Festival in Loreley aufgenommen worden war.
Nach einer längeren Pause hielt die Band Anfang 1987 weitere Auftritte ab und spielte dabei unter anderem zusammen mit Magnum. Zudem wurde ein neues Lied namens Heaven Sent aufgenommen, das auf einem Metal-Hammer-Sampler enthalten ist. Eine neue Single wurde 1987 unter dem Namen Romeo veröffentlicht und mehrfach live im nationalen TV gespielt. Zeitweise war die Gruppe auch im Gespräch für den Eurovision Song Contest. Da der Stil der Band sich mittlerweile stark verändert hatte und das Interesse der Fans nachließ, wurde die Veröffentlichung eines dritten Albums nicht realisiert und Polydor trennte sich von der Band. Zuvor hatte man nur die Trennung von Polygram America verkündet, während die Gruppe in England weiterhin bei Polydor unter Vertrag stehen sollte. Mitte 1987 war stattdessen eine Veröffentlichung bei Arista Records im Gespräch, die allerdings ebenfalls nicht verwirklicht wurde. Gegen Ende des Jahres verließ der Gitarrist Punky Mendoza die Besetzung und wurde durch Alex Dickson ersetzt. Nach wenigen Monaten spielte die Gruppe ihren letzten Auftritt vor einem lokalen Publikum, wobei auch der Original-Bassist Brian Waugh die Gruppe verlassen hatte und durch Dave Leslie ersetzt worden war. Nach der Auflösung im März 1988 wurde das dritte, bisher unveröffentlichte, Album 1989 bei FM Records unter dem Namen Big Bang publiziert, wurde jedoch nur schlecht verkauft. Als Produzent hierfür war Tony Taverner tätig gewesen. In der Folgezeit wurden mehrfach Versuche unternommen die Band wiederzubeleben, woraus 1998 die Veröffentlichung Demos 98 resultierte. Allerdings schlugen alle Versuche fehl.

## Stil
Laut Malc Macmillan in The N.W.O.B.H.M. Encyclopedia war Heavy Pettin eine der erfolgreichsten schottischen Bands der New Wave of British Heavy Metal. Die Band spiele eine Mischung aus Hard Rock und Heavy Metal im Stil von Saxon, Def Leppard und frühe Tobruk. Auf Lettin Loose seien teils semi-hymnische und melodische Hard-Rock-Lieder vertreten. Rock Ain’t Dead falle weitaus kommerzieller aus und erinnere an Blackhearts von Tokyo Blade. Big Bang sei vergleichbar mit der Musik von Lionheart und verarbeite poppige Keyboards. Auf Demos 98 habe sich die Band weiter von ihrem ursprünglichen Stil entfernt. Die Musik sei stark auf den US-amerikanischen Markt zugeschnitten worden und besitze einen Post-Grunge-Vibe, mit einem Gesang, der an Axl Rose erinnere.
Laut Matthias Mader in NWoBHM New Wave of British Heavy Metal The glory Days schließt die Single Roll the Dice mit ihren beiden Liedern die Lücke zwischen Def Leppard und Praying Mantis.
Martin Popoff ordnete in seinem Buch The Collector’s Guide of Heavy Metal Volume 2: The Eighties das Album Lettin Loose dem Hard Rock zu; es könne zwischen den Def-Leppard-Alben On Through the Night und High 'n' Dry eingeordnet werden. Im Gegensatz zu Def Leppard arbeite die Gruppe jedoch mehr Heavy Metal in ihre Lieder ein. Zudem bezeichnete er die Musik als Melodic Rock, der eine Led-Zeppelin-Produktion vorweise. Rock Ain’t Dead sei der Groove, im Gegensatz zum Vorgänger, entzogen worden. Der Gesang sei nasal und auch das Schlagzeug könne nicht überzeugen, was auch dem Songwriting schade. Das folgende Big Bang könne man dem Heavy Metal nicht mehr zuordnen.
The International Encyclopedia of Hard Rock and Heavy Metal beschreibt die Musik der Band als eine Mischung aus US-amerikanischem und britischem Heavy Metal.
Jason Ankeny von Allmusic ordnete die Musik im Hard Rock ein. Das spätere Lied Romeo orientiere sich an Popmusik.
rockdetector.com vermerkte, dass die Gruppe melodischen Hard Rock spielt, wobei vor allem Haymans einzigartiger, hoher Gesang charakteristisch sei. Rock Ain’t Dead habe patriotische Züge.
Colin Larkin beschrieb die Musik der Gruppe in dem Buch The Guinness Who’s Who of Heavy Metal Second Edition als melodischen Hard Rock, der mit der Musik von Def Leppard vergleichbar sei.
Der Metal Hammer bezeichnet die Musik auf Lettin Loose als Hard Rock. Bei Love on the Run könne sich Krokus „eine Scheibe davon abschneiden“, Victims of the Night weise eine Def-Leppard-artige Songstruktur auf und Hell Is Beautiful erinnere an Ozzy Osbourne „in seinen besten Tagen“. Die Songs seien allerdings teils holprig und der Gesang zu dünn. Im Interview in einer späteren Ausgabe mit Wilfried F. Rimensbeger gab der Sänger Hayman an, dass die Band versucht, guten, harten und doch melodiösen Rock zu spielen. Rimensbeger verglich die Musik auf Rock Ain’t Dead mit der von AC/DC. In derselben Ausgabe rezensierte Reinhard Harms das Album und befand, dass der Gesang an den Nerven zehrt und an Biff Byford erinnere. Zudem versuche er oft David Lee Roth zu imitieren, was ihm nicht gelinge, wobei die Musik ansonsten meist über Hard-Rock-Standards liege. Die Songs seien melodisch und, ähnlich wie bei Def Leppard, klar strukturiert. Fünf Jahre später rezensierte Matthias Breusch Big Bang und ordnete die Musik dem Adult Orientated Rock zu. Die Songs würden in der Dynamik nur leicht variieren und die Hooklines seien oft nicht überzeugend. Das Album sei durchschnittlich produziert worden.

## Diskografie
- 1981: Demo (Demo, Eigenveröffentlichung)
- 1982: Roll the Dice (Single, Neat Records)
- 1983: Lettin Loose (Album, Polydor)
- 1983: Rock Me (Single, Polydor)
- 1983: In and out of Love (Single, Polydor)
- 1983: Love Times Love (Single, Polydor)
- 1984: Heavy Pettin (Wiederveröffentlichung von Lettin Loose, Polydor)
- 1985: Rock Ain’t Dead (Album, Polydor)
- 1985: Heart Attack Live (Live-Album, Heatsink Records)
- 1985: Sole Survivor (Single, Polydor)
- 1985: The Video (VHS, Polygram)
- 1985: 25 Hours a Day / Rock Ain’t Dead (Split mit Y&T, Polydor)
- 1987: Rome (Single, Polydor)
- 1987: The 2nd Wave of New British Metal (Split mit Chariot, Strangeways und Paul Samson’s Empire, Metal Hammer)
- 1989: Big Bang (Album, FM Records)
- 1998: Demos 98 (Demo, Eigenveröffentlichung)
- 2006: Pettology (Box-Set, Majestic Rock)
- 2007: Prodigal Songs (Kompilation, Majestic Rock)